# 미야모토 다쿠야 (1983년)
미야모토 다쿠야(일본어: 宮本 卓也, 1983년 7월 8일~2022년 5월 1일)는 일본의 전 축구 선수다.

## 구단 경력
과거 세레소 오사카, 몬테디오 야마가타, 아비스파 후쿠오카에서 활동하였다.